# Alan Rickman

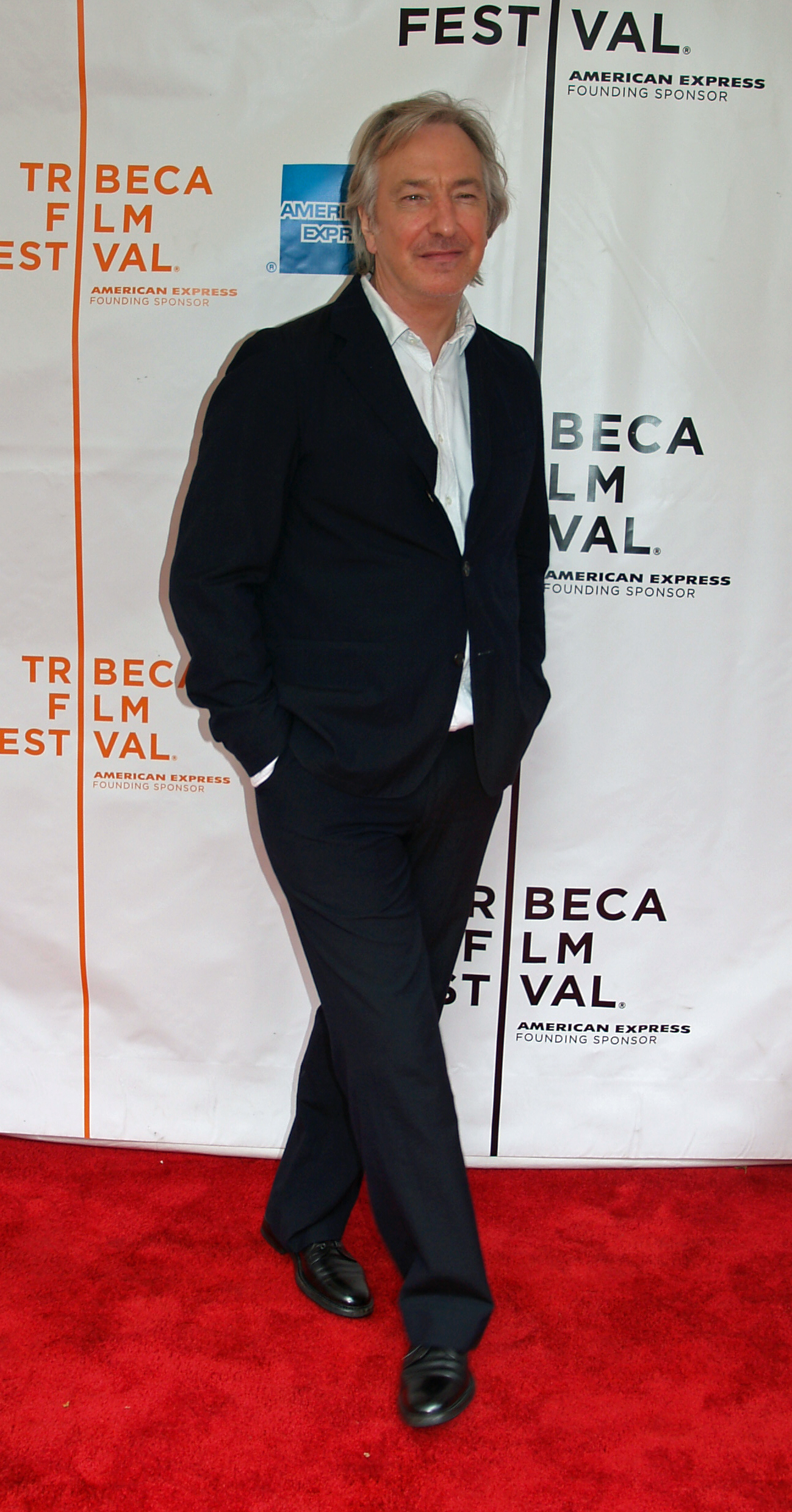
Alan Rickman

Alan Sidney Patrick Rickman (n. 21 februarie 1946, Municipal Borough of Acton⁠(d), Regatul Unit – d. 14 ianuarie 2016, Londra, Anglia, Regatul Unit) a fost un actor de teatru și film britanic, câștigător al Premiului Emmy, al Globului de Aur, cunoscut mai ales pentru rolul lui Hans Gruber din Greu de ucis, al lui Severus Snape din Harry Potter și al lui Alex din Snow Cake.

## Date biografice
Alan Rickman s-a născut în cartierul londonez Hammersmith. El a fost al doilea născut într-o familie metodistă de origine galo-irlandeză. Când avea vârsta de 8 ani, moare de cancer pulmonar tatăl său Bernard Rickman, care era muncitor într-o fabrică. Mama lui Margaret Doreen Rose (născ. Bartlett) a fost nevoită să-și crească singură cei patru copii. În 1957 moare mama lui. Rickman mulțumită talentului pentru caligrafie și picturii în acuarelă obține o bursă la școala privată "Latymer Upper". După absolvirea școlii, studiază ca grafician la "Chelsea College of Art and Design". Împreună cu prietenii întemeiază firma "Graphiti" și lucrează câțiva ani în cartierul londonez Soho. La 26 de ani i se acordă o bursă și poate între anii 1972 - 1974 să studieze dramaturgia la Royal Academy of Dramatic Art (RADA). În această perioadă el va juca mai cu seamă în dramele lui Shakespeare.
A murit de cancer pe 14 ianuarie 2016.

## Filmografie
- Harry Potter și Talismanele Morții. Partea 2 (film) (2011) - Severus Snape
- Alice în Țara Minunilor (film din 2010) - vocea lui Absolem
- Harry Potter si Talismanele Morții. Partea I (2010) - Severus Snape
- Harry Potter și Prințul Semipur (2009) - Severus Snape
- Harry Potter și Ordinul Phoenix (2007) - Severus Snape
- Law & Order: Special Victims Unit - Hotel Manager (primul episod în 2006)
- Class (2006) episod TV - Hotel Manager
- The Hitchhiker's Guide to the Galaxy (2005) - vocea lui Marvin, Androidul Paranoid
- Double zéro (2004) (în rolul lui Didier Flamand)... Pierre de Franqueville
- Pur și simplu dragoste (2003) - Harry, directorul unei agenții de design
- Harry Potter and the Chamber of Secrets (2002) - Severus Snape
- Harry Potter and the Philosopher's Stone (2001) - Severus Snape
- Nikki (2000) (TV) (ca Al Rickman) - Eugene/Fighting Guy
- Bătălia galactică (1999), ca Sir Alexander Dane/Dr. Lazarus of Tev'Meck
- 2by4 (1998) - Chaim Katz
- Aphrodisiac (1998) - Albert Adler
- Law & Order - Number Six (1 episode, 1997)
- Double Down (1997) TV episode - Number Six
- Sense and Sensibility (1995) - colonel Brandon
- Bob Roberts (1992)
- Metamorphosis: The Alien Factor (1990) - Dr. Elliot Stein
- Bedroom Eyes II (1990) (ca Allen Rickman) - Dr. Eddie Larson
- Underground (1990) - Baker
- Cleo/Leo (1989) - Minister
- Party Girls (1989) (V) (nem.) - Chauncey
- Enrapture (1989) - Evanghelist
- Flesh Eating Mothers (1988) (as Allen Rickman) - Dr. Bass
- Greu de ucis (1988) ca Hans Gruber
- Slime City (1988) (ca Alan Rickman) - Horace
- I Was a Teenage Zombie (1987) (ca Allen Rickman) - Lieberman
- Shock! Shock! Shock! (1987)
- The Awful Truth - Adolf Hitler (1 episod, 1999)